# Cruz Cafuné
Carlo Bruñas Zamorín, de nom artístic Cruz Cafuné   (San Cristóbal de La Laguna, 25 de juny de 1993), és un cantant i raper canari.

## Biografia
Nascut a Tenerife el 1993, Cruz Cafuné té una mare veneçolana, filla d'emigrants espanyols, i un pare canari, diplomat en Ciències Empresarials i empleat de banca fins a la seva jubilació. Va créixer al barri de la Salut, a Santa Cruz de Tenerife, i posteriorment va viure a Icod de los Vinos i Tacoronte, municips d'on prové la seva família paterna.

## Carrera
Cruz Cafuné va començar la seva carrera musical formant part del grup Toska Runners el 2012. Tres anys després, el grup es va dissoldre i alguns dels membres, inclòs Cruz Cafuné, van crear el col.lectiu Broke niños Make Pesos (BNMP) el 2015, que va perdurar fins al 2018. Aquest col·lectiu va guanyar notorietat. Al mateix temps, el grup va aconseguir èxit amb Amén (2017), el videoclip del qual va aconseguir més de 5 milions de reproduccions a Youtube.
Cruz Cafuné va aconseguir el reconeixement nacional amb la seva col·laboració en el tema Contando Lunares amb Don Patricio. El seu primer disc, Maracucho Bueno Muere Chiquito (2018), va consolidar la seva presència a les illes Cànaries i va ser important per obrir-li camí a nivell nacional.

### Discografia

#### Maracucho bueno muere chiquito (2018)
El primer àlbum de Cruz Cafuné narra la història d'un jove perdut i desorientat que lluita per prendre decisions importants a la seva vida. El disc es caracteritza per l'ús de missatges de veu que funcionen com a fil conductor de la història. El disc aborda temes com el bé i el mal, l'amor i les dificultats econòmiques. La portada de l'àlbum mostra una imatge de Cruz Cafuné que sembla haver estat agredit, utilitzant maquillatge i pròtesis per aconseguir l'efecte visual.

#### Moonlight922 (2020)
En el seu segon àlbum, Cruz Cafuné fa referència a la lluna com un element simbòlic important a la seva vida i a la seva música. Explica que la lluna és més visible a les Canàries que a la península degut a la menor contaminació lumínica. El número "922" fa referència al prefix telefònic de la seva província natal, Santa Cruz de Tenerife. La portada de l'àlbum representa el volcà El Cuervo a Lanzarote i una lluna plena, evocant una atmosfera íntima, com el disc mateix.

#### Visión Túnel (EP, 2020)[6]
Aquest EP es va presentar en directe per YouTube abans de ser publicat a les plataformes digitals. Conté dues col·laboracions destacades amb rapers canaris: Maikel DelaCalle en TLC i We$t Dubai en Beast Mode. El tema TLC fa referència al grup R’n’B dels anys 2000, TLC, i a la seva cançó No Scrubs.

#### Me muevo con Dios (2023)
El tercer àlbum de Cruz Cafuné presenta una portada on l'artista sembla caure del cel, amb els braços oberts en creu i rodejat per taurons. L'àlbum explora novament temes de fe i espiritualitat, mentre que la portada simbolitza una caiguda a través de la vida i la recerca de salvació.

## Temàtiques i referències recurrents

#### Identitat canària
Cruz Cafuné fa nombroses referències a la seva terra natal, les illes Canàries, a les seves cançons. En temes com En mi zona, fa esment de llocs i elements típics de Tenerife, com el barri de Guamasa o l'aeroport de Tenerife Nord. També utilitza el vocabulari canari en les seves lletres, amb termes com "magua" (enyorança) o "baifito" (cabrit).

#### Religió
La religió és una influència recurrent en la música de Cruz Cafuné, com es pot veure en temes com Maracucho Bueno/Muere Chiquito, on inclou oracions a Déu. Les seves lletres també aborden temes com el pecat, la llum divina i la recerca de salvació, reflectint la seva visió religiosa de la vida.

#### Amor
Els temes amorosos en la música de Cruz Cafuné són majoritàriament tràgics, tractant el desamor i les relacions complexes. Cançons com Ojitos Aguaos o Guaguancó aborden el dolor de la pèrdua i l’enyorança en les relacions amoroses.